# Wharfedale
Wharfedale är en dal i Storbritannien.   Den ligger i riksdelen England, i den centrala delen av landet, 280 km norr om huvudstaden London.